# Дух (філософія)
Дух — філософське поняття, часто ототожнюється з нематеріальним початком.
Визначення співвідношення духу і матерії часто вважається  основним питанням філософії.
ДУХ — філософська категорія; потенціал творчої активності — перехід від стану речей до стану ідей (і навпаки), що постійно здійснюється всередині людської діяльності.

## Інтерпретація різними школами
Античні натурфілософи 6-5 століть до нашої ери визначали дух, як «щось газоподібне, життєву силу, що рухається в тілі людей і тварин». Біблійно-християнська традиція наповнює поняття духу особистісним абсолютом і волею. У екзистенціалізмі дух протиставляється розуму, а неопозитивізм елімінує дане поняття, як таке, що лежить поза сферою наукового пізнання.
Ідеалізм, спіритуалізм визнають дух першоосновою світу. Ідея духу може виступати як
- Поняття (панлогізм),
- Субстанція (пантеїзм),
- Особистість (теїзм, персоналістичної концепції)

Раціоналістичні філософські системи ототожнюють дух з мисленням і свідомістю в їхньому ірраціоналізмі, зокрема, визначаючи сутність духу, розглядають такі аспекти, як інтуїція, почуття, воля, уява. Згідно з Клагесом дух протистоїть душі.
Поняття духу, як чогось протилежного природі, склалося в період романтизму і німецького ідеалізму, а особливо у  Гегеля («Дух виявляється як велетенський знак інтеграла, що з'єднує небо і землю, добро і зло» — Дрейер).
Гегель говорить також і про абсолютний дух, незалежний від якого б то не було земного носія, тотожний з чистим божественним духом, що розглядаються як ідеальне ціле.

## Сучасне узагальнене значення
Також дух може означати сукупність рис характеру, темпераменту, знань і переконань, що надає сили для дії в ім'я чого-небудь (військовий дух).
Зустрічається у значенні загального характеру будь-якої людської спільності, наприклад дух часу (епохи, століття), народний дух (якась ідеальна основа  національного характеру), корпоративний дух.
Дух часів, дух народів, дух історичних утворень — часто зустрічаються у Вольтера. У основний метод його історичного мислення входило приведення окремих рис часу, народу, історичної освіти до спільного знаменника, який він називав духом. Заголовок його праці називає «звичаї і дух народів» як тему, і автор дійшов навіть до того, що назвав свою працю історією людського духу взагалі.